# Pterostylis bicornis
Pterostylis bicornis är en orkidéart som beskrevs av David Lloyd Jones och Mark Alwin Clements. Pterostylis bicornis ingår i släktet Pterostylis och familjen orkidéer. Inga underarter finns listade i Catalogue of Life.